# リンダ・ロンシュタット
リンダ・ロンシュタット（Linda Ronstadt、1946年7月15日 - ）は、アメリカ合衆国出身の女性歌手、ミュージシャン。
ウエスト・コーストを代表する音楽アーティストの一人で、"ウエスト・コーストの永遠の歌姫"とも称される。1970年代にソロシンガーとして開花し、1980年代までトップの地位を確立した。1990年代半ばからの病気による影響で、2010年代以降は引退を余儀なくされている。
2014年『ロックの殿堂』入り。

## バイオグラフィー

### 生い立ち
父方の曾祖父はドイツからの移民で、メキシコ北部で最初の採掘エンジニアになり、メキシコ軍にいたこともある。曾祖父はメキシコ人と結婚。祖父はアリゾナに牧場を持っていた。また幌馬車作りの店も持っていたことから、父は牧場育ちの金物商になった。父は本物のカウボーイで美男子でもありよくもてた。母のいた婦人社交クラブに馬を乗り付け、やがて2人は結婚した。父方はドイツ、メキシコ、イギリスの血が入る。母はミシガン州出身だが、母方はドイツ、イギリス、オランダの混血。リンダ自身はメキシコ系ドイツ人だと思っているという。父は若い頃はラジオ番組やクラブにも出演した歌手だった。リンダは姉・兄・弟の4人兄弟の3番目。父は子供たちに幅広く様々な音楽を聴かせた。また兄弟は全員美声で、皆でよく歌を歌った。母はギルバート&サリバン（アーサー・サリヴァンとウィリアム・S・ギルバート）の大ファンで、リンダもラジオから流れる50～60年代のヒット曲に親しむ。音楽的背景としてペギー・リーやビリー・ホリデイ、サラ・ヴォーンなどの女性ジャズシンガーが挙げられ、最も影響を受けた歌手としてはメキシコのランチェーラ歌手・ローラ・ベルトランを挙げている。中学時代から、かなりのツッパリ。『タイム』のインタビューで「子供の頃からブリジット・バルドーが大好きで、どうしたらBBのようにセクシーになれるか、そればかり考えていた」などと話し、カトリック系の学校で、太ももに答えを書いてカンニングして、試験官の若いお坊さんが目をそらしている隙に答えを書いたりして、尼さんたちにずいぶん睨まれたという。1960年代初めにフォークブームが到来し、リンダはジョーン・バエズを愛聴し、兄と姉との3人組でツーソンのコーヒーハウスやクラブで歌い始める。地元のフォーク・シーンの中心人物だったのがボブ・キンメルで、14歳のリンダの歌声を聴いて、一世代に一人しか現れない歌声と認識したという。

### 下積み時代
一足先にロサンゼルスに移住していたキンメルに誘われ1965年、リンダはアリゾナ州立大学を1年で退学しLAに向かう。そこでキンメルとケニー・エドワーズとリンダをボーカルとするスリーピース・バンド「ストーン・ポニーズ」を結成した。LAのフォークロックシーンのメッカ的クラブで、新しい才能のショウケースの場になっていたウェスト・ハリウッドの「トゥルバドール」への出演をきっかけにキャピトルと契約、1967年1月にアルバム『The Stone Poneys』でデビューした。グループのリーダー、キンメルは、当初リンダをフィーチャーした5人編成を予定していたが、グレイス・スリックをフィーチャーしたジェファーソン・エアプレインが「あなただけを（Somebody to Love）」のヒットを放って脚光を浴び、さらに女性ヴォーカルをフィーチャーしたスパンキー&アワー・ギャング（Spanky & Our Gang）がデビュー、といったように他のグループに先行され、当初の5人編成のプラン変更を余儀なくされた。このバンドは当時、一世を風靡していたママス&パパスやラヴィン・スプーンフルの流れを汲む、カントリー&ウェスタンの要素が取り入れられたフォーク・ロックのグループであった。
『The Stone Poneys』は売れなかったが、同年6月のセカンド・アルバム『Evergreen Vol. 2』からのリカット・シングル「悲しきロック・ビート」が、1968年になって全米13位を記録し一躍注目を浴びた。「悲しきロック・ビート」は、当時人気絶頂だったモンキーズのマイク・ネスミスの作品。しかし、その後はヒットは出せず、バンドは解散した。愛くるしいミニスカートに裸足という姿でステージに立ち、精一杯歌うリンダは、誰の目にもナチュラル・ボーンな魅力に溢れたシンガーに映り、音楽ビジネス側の興味がリンダ一人に集中していたことは否めない。「ストーン・ポニーズ」は次第にリンダのソロ・プロジェクトの色を濃くし「悲しきロック・ビート」には、他の二人は参加しておらず、1968年の3枚目のアルバム『Linda Ronstadt, Stone Poneys And Friends,Vol.III』は、実質的にリンダのソロ作となり、制作途中にバンドは消滅した。

### ソロ期
バンド時代から「レコーディングはリンダ1人で」と誘われることが多く1969年3月、すんなりソロ・デビュー。自ら作詞・作曲はせず、新曲でもない、ほぼ全曲、過去に世に出たカバー・ソングを歌う。カーラ・ボノフやJ.D.サウザーなど、当時あまり売れていなかったミュージシャンの曲を取り上げ世に出したことでも知られる。またロイ・オービソンやバディ・ホリーは、リンダのカバーがきっかけで、1970年代の若者に偉大な先人として改めて紹介された。
ソロ二枚目の1970年のアルバム『Silk Purse（シルク・パース／旧邦題：ロング・ロング・タイム）』は、ジャニス・ジョプリンからの紹介でエリオット・メイザーがプロデューサーとなり、ナッシュビルで録音された。ソロ・シンガーとして注目されはじめるのは、このアルバムからのシングルカット「ロング・ロング・タイム（Long Long Time）」のヒットからで、同年のグラミー賞にもノミネートされた。この頃から1970年代のウエストコースト・サウンド・ムーブメントの中心で活躍する女性シンガーとして次第にその名を知られるようになる。ジョニー・キャッシュにも気に入られ『ジョニー・キャッシュ・ショー』（ABC）には番組が続いた1971年まで計4回出演した。1972年の3枚目のアルバム『Linda Ronstadt』では、友人のジャクソン・ブラウンの尽力で、バック・バンドのメンバーとして集められたドン・ヘンリーとグレン・フライ、バーニー・レドン、ランディ・マイズナーが、リンダのサポート後イーグルスとして独立した。
バンド時代とソロ2枚目あたりまではカントリー・フォーク中心の曲構成だったが、徐々にロック色を強め、バックバンドを務めたイーグルスのナンバーやオールディーズナンバーをロック的なボーカルスタイルに変えて、佳作を発表した。イーグルスの名バラード「ならず者 (Desperado)」を最初にカバーした。また、ニール・ヤングの「孤独の旅路」(1972年)のバック・コーラスもつとめ、1973年にはニール・ヤングのツアーでオープニングアクトを務めている。
1973年のアサイラム移籍第一弾『Don't Cry Now』は、当時の恋人J.D.サウザーがプロデューサーだったが、2曲のみピーター・アッシャーが担当。ジェームス・テイラーを時代の寵児にしたアッシャーが、ジェームス・テイラーと袂を分かち、代わりにプロデューサー兼マネージャーを引き受け、リンダを大きな成功に導いた。

### 成功

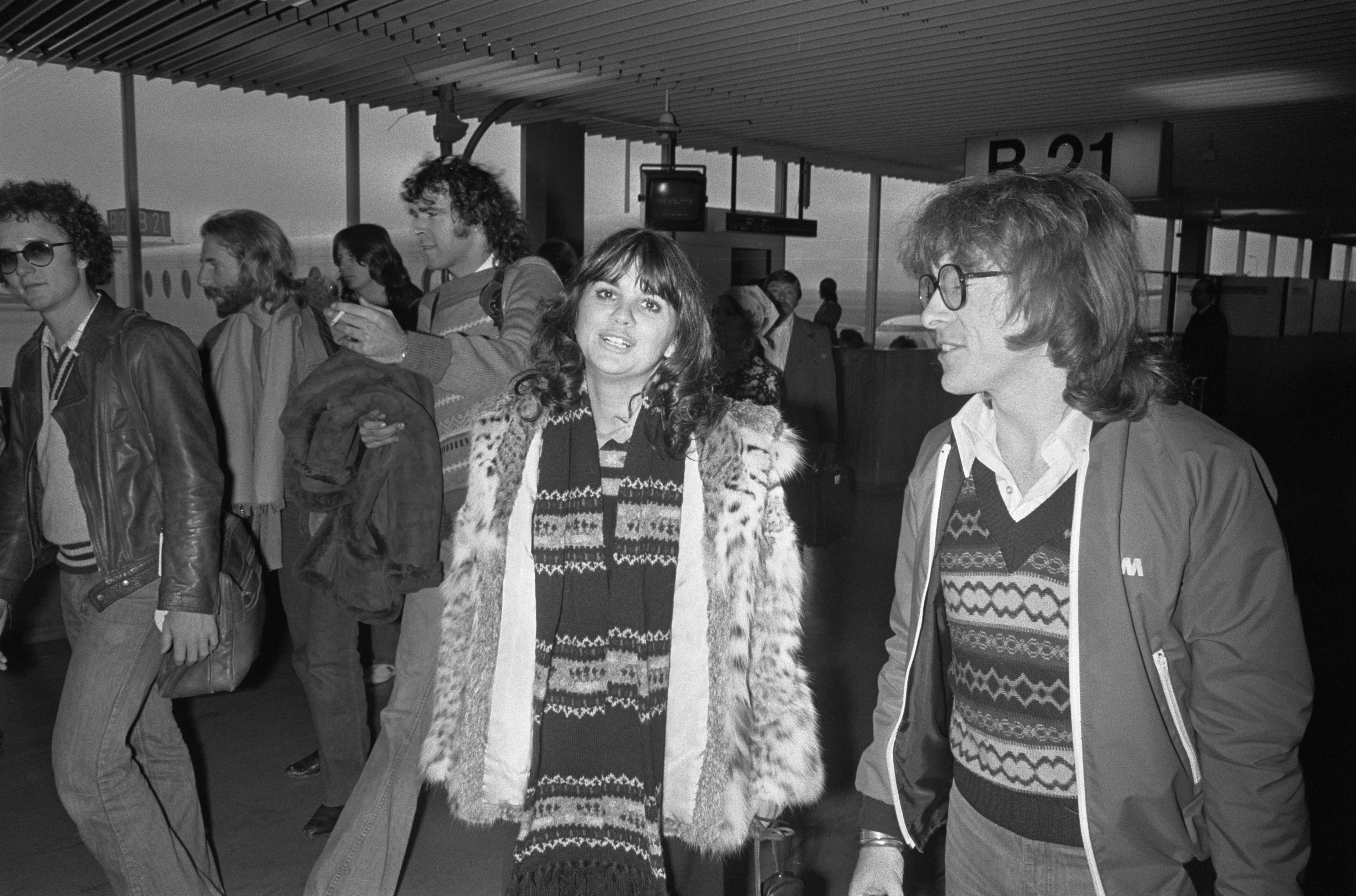
オランダ・スキポール空港にて（1976年）

存在が広く知られるようになったのは、契約の関係でキャピトルから1974年に発売されたアルバム『悪いあなた（Heart Like a Wheel）』からのシングルカット「悪いあなた（You're No Good）」が全米1位を記録してからである。本曲はソウルシンガー・ベティ・エヴェレット1963年ヒット曲のカバー。ここから人気に火がつき、以降、TOP40ヒットを21曲、TOP10アルバムを10作品を世に送り出す。日本でもこの頃から人気が出始めた。続いてシングルカットされた「いつになったら愛されるのかしら」も全米2位を記録。アルバム『悪いあなた』は選曲も抜群だったが、リンダの歌唱が格段に増し、声量豊かな歌唱に微妙な抑制を加えて繊細な表現力が増した。またバンドにアンドリュー・ゴールドが参加し、ビートルズ好きな彼がカントリー・ロックに絶妙な匙加減でポップな味覚を加えた。
1975年の『哀しみのプリズナー（Prisoner In Disguise）』、1976年『風にさらわれた恋（Hasten Down the Wind）』、1977年『夢はひとつだけ（Simple Dreams）』、1978年『ミス・アメリカ（Living in the U.S.A.）』、1980年『Mad Love』は、いずれも発売直後にプラチナムアルバムと認定され大ヒットした。『夢はひとつだけ』、『ミス・アメリカ』は、全米No.1アルバムヒットを記録。特に前者は、予約だけでダブル・プラチナムが確定し、最終的にRIAAからトリプルプラチナムを認定されたが、実際にはアメリカで500万枚、全世界で700万枚を売り上げたといわれる。この辺りのアルバム・ジャケットはセクシーで、セックスシンボル的扱いを受けた。アメリカでは「魅力的なアルバム・カバーのおかげで、音楽面で成功できた」と評するジャーナリズムもあった。本人は「私はスターだと思っていない。この職業を始めた動機はスターになりたかったからじゃなく、歌手になろうと思ったからよ。スターなんて1930年代のハリウッドが創り出したものだわ」と、これに嫌悪感を抱いたが、音楽面を充実させるためには、商業的な成功は不可欠で、この葛藤に苦しんだ。また有名人になったことで、政治的支援の要請が増え、ジェリー・ブラウンやトム・ヘイデン、ゲーリー・ハートらの支援活動や、反核運動もやった。1978年10月に受けた『Rolling Stone』のインタビューでは、急に有名人になったことで、どこへ行っても群衆に追いかけ回されるようになり、外出もあまりしなくなり、ステージ恐怖症にもなっている「レコードを売るためにはツアーに出なければならない、レコードとツアーは切っても切れない関係で、常に仕事の一部と分かってはいるけど、できたらツアーは減らしたい」と話した。「LAの音楽はもう時代遅れ」と1978年に南カリフォルニアからニューヨークへ居を移す。 
グラミー賞は、1975年度最優秀女性カントリー・ボーカル、1976年度は最優秀女性ポップ・ボーカルを獲得。『タイム』1977年2月28日号のカバーストーリーにも取り上げられた。シングル・ヒットとしてはロイ・オービソンの「ブルー・バイユー」、バディ・ホリーの「イッツ・ソー・イージー」などが知られる。アリーナやスタジアムでコンサートを行うようになった最初の女性歌手で、1970年代後半までではロック/ポップ界で最も成功した女性歌手であった。
1979年に初来日し3月1日から6日の間に日本武道館2回を含む横浜、大阪で計5回の公演を行った。1970年代に日本で人気を博した女性シンガーといえば、オリビア・ニュートン＝ジョンやカレン・カーペンター（カーペンターズ）が挙げられるが、彼女たちに比べると来日が遅かった。
自身のソロ活動だけでなく、イーグルスやニール・ヤング、ジェームス・テイラー、ジャクソン・ブラウン、J.D.サウザーなどのアーティストとも深い交流を持つ。恋多き女性として知られ、影にいる男の存在抜きにリンダの音楽キャリアは語れないとまでいわれた。付き合う男の服装の好みで格好を替えるため、ミック・ジャガーと噂があった際はホットパンツでステージに登場し、スタイルの良さを披露した。また、ミック・ジャガーが「君にはロックが足りない」と言うと、「あなたにはバラードが足りない」と言い返したという。イーグルスの代表曲の一つ「Witchy Woman」やローリング・ストーンズの「ダイスをころがせ（Tumbling Dice）」は、リンダのことを歌ったものであり、自身もカヴァーしたことがある。(曲自体はストーンズ70年代初頭のものであり、リンダがカバーしたのは78年で、ミックともステージで共演、交際はしているが、リンダの事を歌ったものとするには時系列的に無理がある）売れない時代の友人であったジム・モリソンとはただならぬ仲ともいわれた。またカリフォルニア州知事のジェリー・ブラウン（民主党）との交際も騒がれ、ジョージ・ルーカスとは婚約したが、結婚には至らなかった。新しい恋の噂は絶えず、リンダは「新聞に書かれるほど、色んな男と寝れたらいいのに」と開き直った。

### 新たな領域

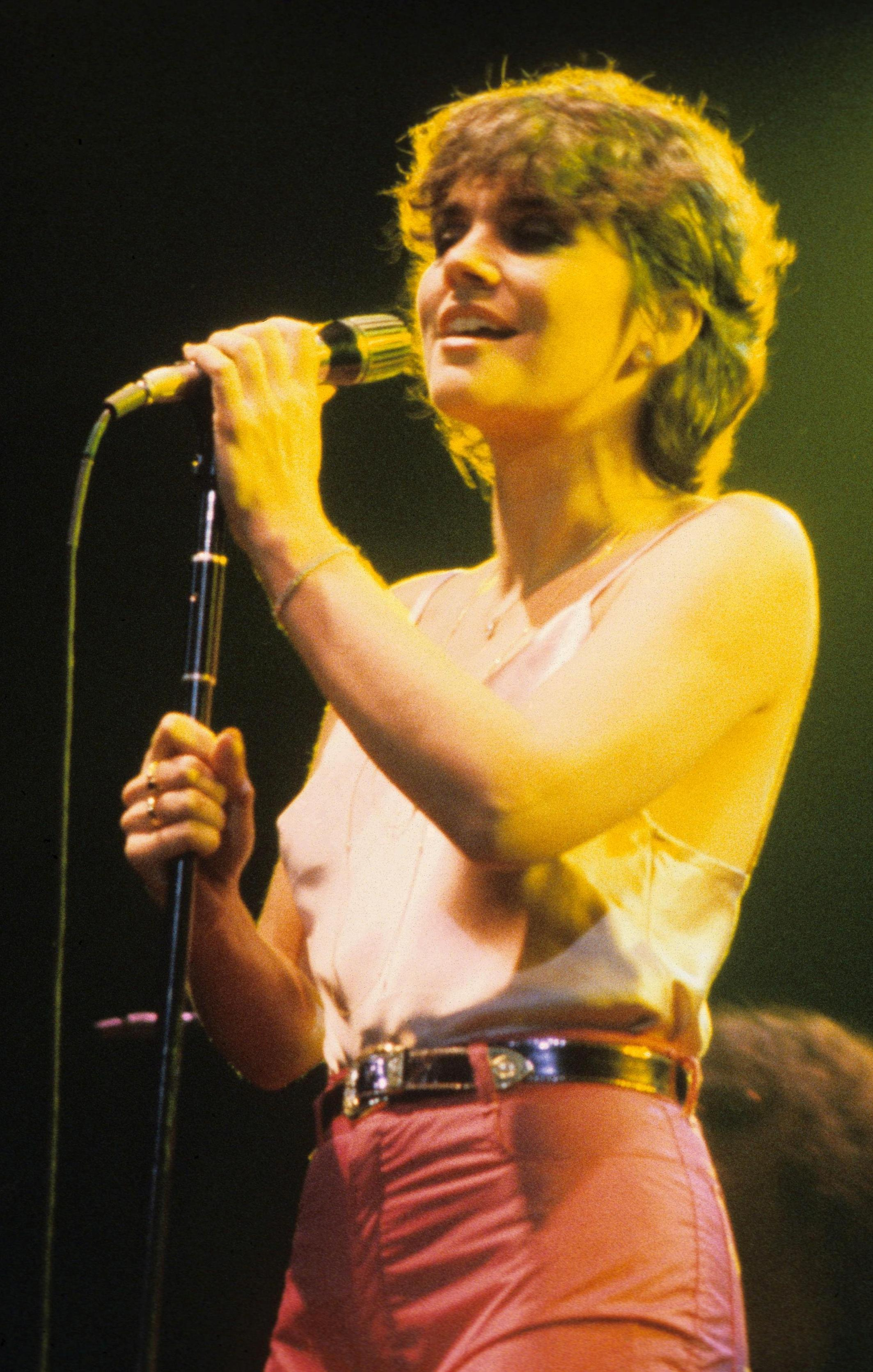
USAニューヘイブン公演（1978年）

1978年の『Living In The U.S.A.（ミス・アメリカ）』ではエルヴィス・コステロの「アリソン」を取り上げ、続く1980年『Mad Love（激愛）』では、コステロ作品を3曲収録し、パンク/ニュー・ウェイヴ時代のハード・エッジなバンドサウンドを取り入れファンを驚かせた。コステロは当時のリンダが最もファンだったアーティスト。

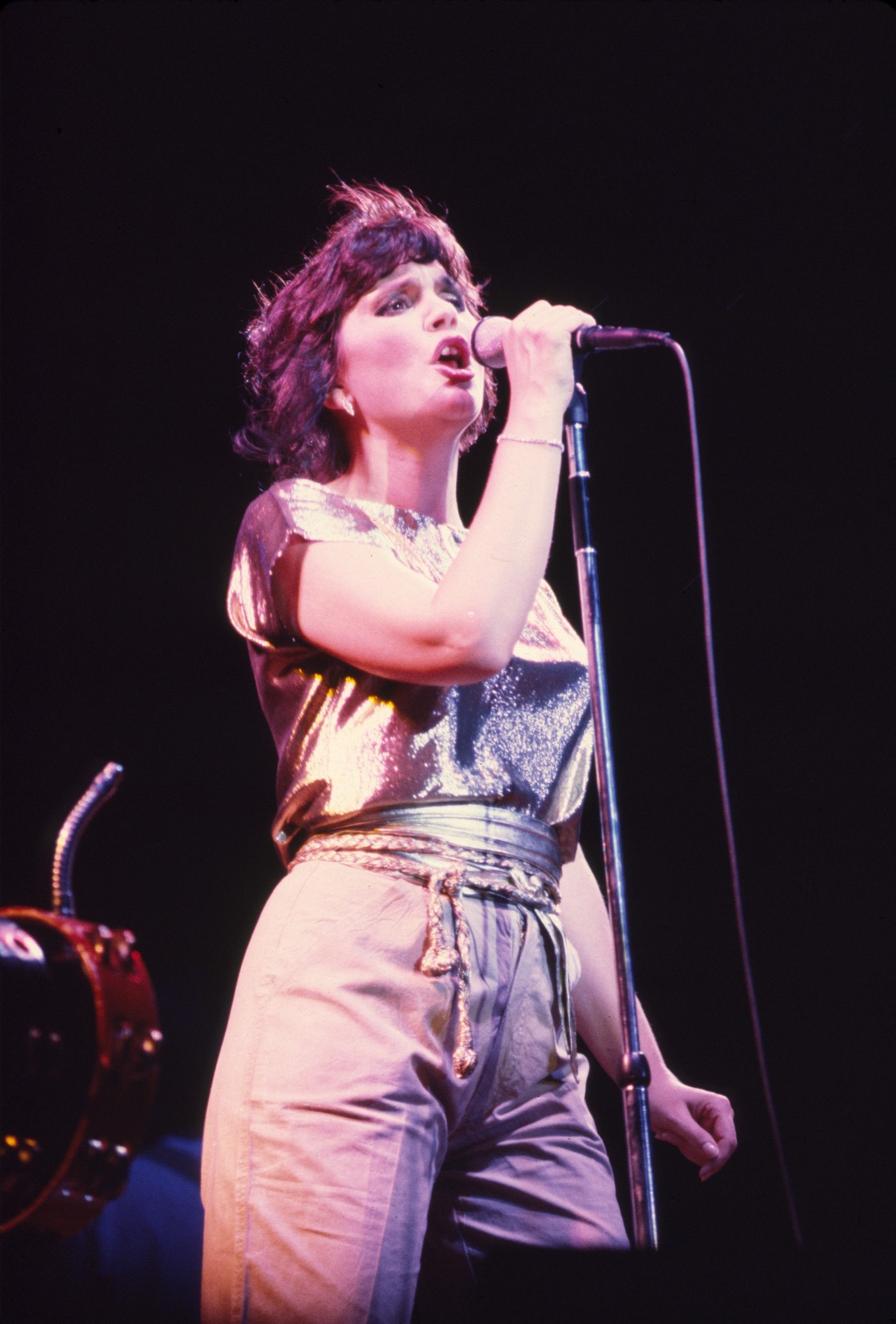
USAアーリントン公演（1981年）

1980年代以降は、ポピュラー音楽史上、例のないほど、勇敢に広範な分野に踏み込む。1981年にはプロデューサーのジェリー・ウェクスラーの助けを借りて、ロック以前の時代の偉大なソングライターたちのスタンダードを録音。しかし出来に満足できずこれをお蔵入りさせたが、1982年の『Get Closer』を挟んで、改めて挑みジャズ・スタンダードに挑戦した三部作、1983年『What's New』、1984年『Lush Life』、1986年『For Sentimental Reasons』を発表、3枚合わせて米国内だけで800万枚を売り上げるベストセラーとなった。当時のアメリカで最も稼いでいた女性ロックシンガーが、売り上げを見込めないジャズ・アルバムを録音したことは米音楽業界を驚かせた。アルバム名義が"Linda Ronstadt & The Nelson Riddle Orchestra"だったことで、リンダを知らない堅気のジャズ愛好家まで巻き込む大騒ぎとなった。1984年、ネルソン・リドル・オーケストラを従えて「ワールド・ツアー」を敢行。リズム・セクション(ピアノ＋ベース＋ドラムス＋ギター)だけを固定メンバーとし、オーケストラは訪れた国・地域で現地調達。これで入国ーリハー本番ー次の演奏地へ移動と、手間と費用が膨大だったとされる。日本公演のステージMCで「『スタンダード曲を集めたアルバムを、ネルソン・リドルさんの編曲で作りたい』とレコード会社に相談しましたが、まるで私が中国語を話したかのように全く通じませんでした。一枚目の『What's New』が成功したので、こうしてリドルさんと日本で演奏することができました」と話したという。この三部作によって、リンダは次々に登場したMTVのスターたちと競り合う必要のない歌手像を手に入れた。自信を得たリンダは次々に新たなジャンルに踏み入っていく。1986年には、長編アニメ映画「アメリカ物語」の主題歌「Somewhere Out There」をジェームス・イングラムとのデュエットで大ヒットさせ、1987年にはエミルー・ハリス、ドリー・パートンとの夢の競演アルバム『Trio』を発表、カントリーとポップ両方のチャートでヒットし400万枚以上売り上げた。同アルバムの企画は、1978年にリンダが2人に声をかけて始まったものだったが、3人のマネージャーとレコード会社をまとめるのが容易でなく、10年越しで実現したものだった。同じ1987年のアルバム『Canciones De Mi Padre』は、表題通りに父から学んだメキシコのトラディショナル・ソングをマリアッチ楽団の伴奏で歌った冒険作であったが、メキシコ系に熱狂的に受け入れられ200万枚以上を売り、グラミー賞を獲得した。
1992年にはボレロを歌った『Frenesi』など、スペイン語アルバムを発表し、2008年にラティーノの肯定的イメージに貢献した芸能人に贈られるALMA（アメリカン・ラティーノ・メディア・アーツ）賞を受賞した。1989年のアルバム『Cry Like A Rainstorm, Howl Like The Wind』からは、アーロン・ネヴィルとのデュエットで「Don't Know Much」が全米2位の大ヒットで、数々のデュエットナンバーを多く歌う切っ掛けとなるが、これがチャート上位に食い込んだ最後のアルバムとなった。1970年代と1980年代に世界最高の売上げを記録した歌手ともいわれる。1990年代に入ると以前ほどの話題を呼ぶことはなくなった。音楽業界の変化もあるが、自身が私生活を優先し最低限のプロモーションしかやらなくなったこともある。独身のまま二人の子どもを養子に迎え、1996年には子守歌集『Dedicated To The One I Love』を発表している。

### 引退
また1990年代半ばに甲状腺の病気を患い、長年闘病生活を送った。2011年に故郷アリゾナの地元紙のインタビューで引退したことを明らかにした。
2013年8月、パーキンソン病を患っており、そのため歌手活動をやめたことが明らかに。同9月には、自伝『Simple Dreams』をSimon & Schusterより出版した（ただし、Simple Dreamsはすでに執筆を終えて印刷・製本作業に入っていたため、パーキンソン病については触れられていない）。
リンダの半生を描いたドキュメンタリーフィルム『リンダ・ロンシュタット　サウンド・オブ・マイ・ヴォイス』が2021年、第63回グラミー賞で最優秀ミュージック・フィルムを受賞し、日本でも同作品が「ROCKUMENTARY 2022」3作のメイン作品として、2022年4月から全国で順次上映された。作中、リンダが音楽業界のジェンダー観を分析し「ロックンロールの文化は男性優位なの。女への敵意に満ちているわ」と述べるなど、スタッフやバックバンドメンバーを含め、常に男性に囲まれた環境で違和感や劣等感を抱いていたことを明かしている。
また2024年1月、『バラエティ』が、リンダと同じくメキシコにルーツを持つセレーナ・ゴメス主演で、リンダの伝記映画を製作すると報道した。

## 表彰・受賞など

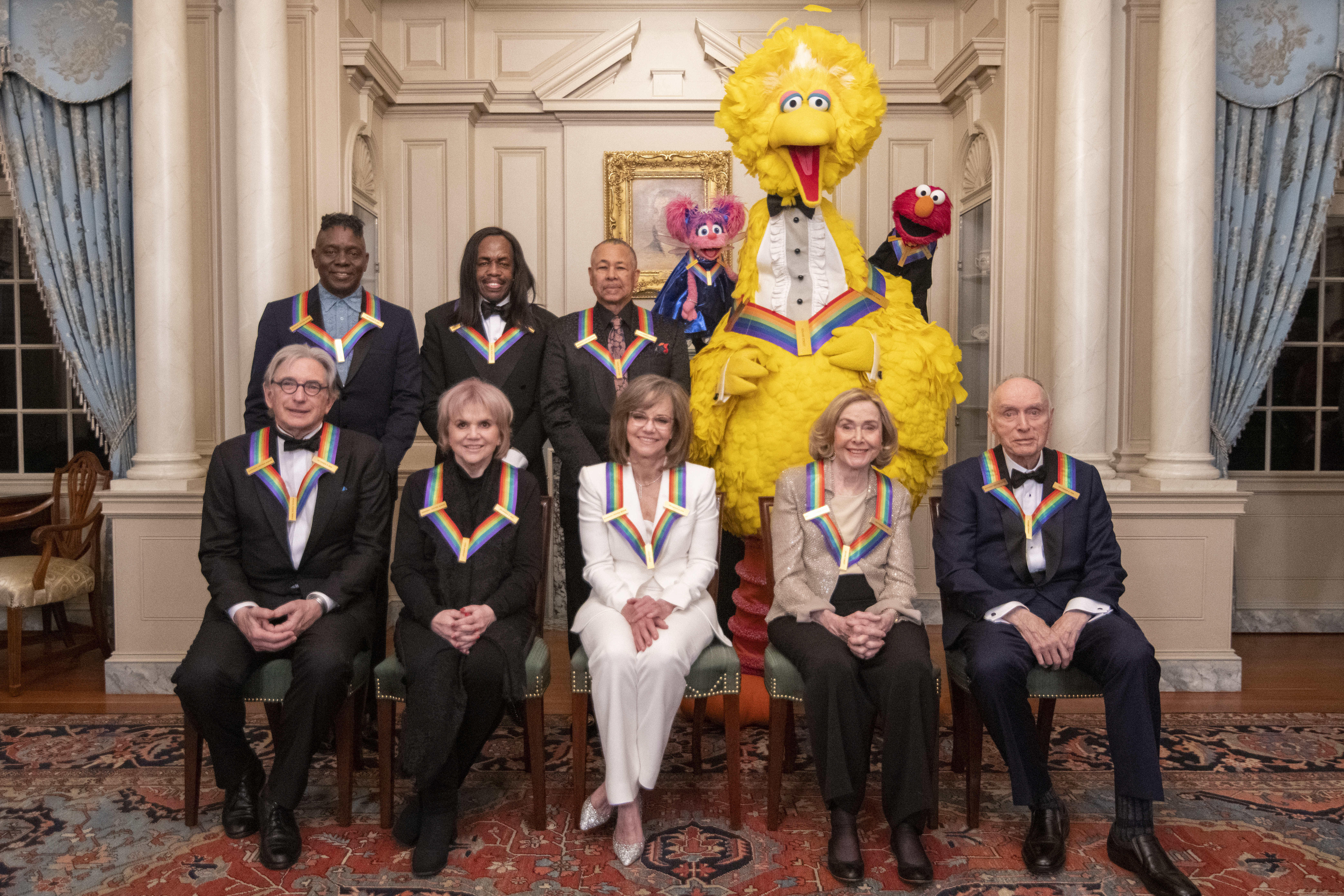
ケネディ・センター名誉賞受賞式にて（前列左から2人目がリンダ）2019年

- 2009年、母国のバークリー音楽大学にて名誉博士号を取得。
- 2014年、ロックの殿堂入り[16]、アメリカ国民芸術文化勲章受章[32]。
- 2019年、母国の栄誉「ケネディ・センター名誉賞」を受賞

## 逸話・エピソード
- ウイルソン・オーディオのスピーカーを愛用しており。今現在も支持していると、旧大場商事（太陽インターナショナル）の営業マンが、エピソードとして話していた。

- 1978年3月に豪奢な邸宅が立ち並ぶ南カリフォルニアの高級住宅地・マリブビーチが豪雨に襲われた。カリフォルニア州知事ジェリー・ブラウンの命令で州軍が出勤したが、トラックで乗りつけた軍隊が周囲に防護の砂袋を積み上げたのがリンダの自宅（32万5,000ドルで購入）一軒だけだった[11]。洪水は無事に収まったが「知事の公私混同もはなはだしい」と住民から囂々たる非難が巻き起こった[11]。

- 1978年10月に『Rolling Stone』から受けたインタビューで、今『Flower in Willow World』というGeishaの歴史が書かれた本を読んでいると話し、「Geishaは元々中国から始まって、当時彼女たちはsinging girlと呼ばれ、彼女たちの接する人たちは、政治家、軍人、豪商の中でも最も重要な人たちで、Geishaは中国の文化の発展に大変な影響力を持っていた。その後の日本では、会席に出てまわりの男性たちと高度な話題、政治や経済の議論をすることまで要求された。日本では妻は家庭の首長なの。その家庭が重要視される日本では妻の地位が大変強力。妻は多くの男性と付き合う自由は持ってないけど、強くて安定した力を持っている。もしGeishaが誰かの二号さんになろうとしても、彼女の容貌や能力が衰えはじめると本妻にはかなわなくなる。まったく胸にこたえたわ。それによって誰かの夫となっている人を弄んではいけないということも教えられたのよ。あくまでも妻の次の地位ではあるけど、どの女性にとってもGeishaになるか妻を選ぶかはできるわけ。将来はGeishaの勉強でもしようかしら? 私なんかただ歌が歌えるだけですけど」などと話した[8][9]。

- 1979年3月初来日時のインタビューで「私は妻になるより"自立する女"でいたい」と話した[33]。初来日は当時の新しい男といわれたデイヴィッド・サンボーンともども来日予定だったが[11]、サンボーンの来日は中止になった[11]。

## ディスコグラフィー

### アルバム

#### ストーン・ポニーズ
- 1967　リンダ・ロンシュタット・アンド・ストーン・ポニーズ - The Stone Poneys featuring Linda Ronstadt (US #172)
- 1967　エヴァーグリーンVol.2 - Evergreen Vol. 2 (US #100)
- 1968　ストーン・ポニーズ&フレンズVol.3 - Linda Ronstadt, Stone Poneys And Friends,Vol.III

#### ソロ
- 1969　ハンド・ソーン…ホーム・グローン - Hand Sown...Home Grown[注 1]
- 1970　シルク・パース - Silk Purse (US #103)
- 1972　リンダ・ロンシュタット - Linda Ronstadt (US #163)
- 1973　ドント・クライ・ナウ - Don't Cry Now (US #45)
- 1974　悪いあなた - Heart Like A Wheel (US #1)
- 1975　哀しみのプリズナー - Prisoner In Disguise (US #4)
- 1976　風にさらわれた恋 - Hasten Down The Wind (US #3)
- 1976　Greatest Hits (US #6)
- 1977　夢はひとつだけ - Simple Dreams (US #1)
- 1977　A Retrospective (US #46)
- 1978　ミス・アメリカ - Living In The U.S.A. (US #1)
- 1980　激愛 - Mad Love (US #2)
- 1980　Greatest Hits, Volume 2 (US #26)
- 1982　ゲット・クローサー - Get Closer (US #31)
- 1983　ホワッツ・ニュー - What's New (US #3)
- 1984　ラッシュ・ライフ - Lush Life (US #13)
- 1986　フォー・センティメンタル・リーズンズ - For Sentimental Reasons (US #46)
- 1986　Round Midnight (US #124)
- 1987　ソングス・オブ・マイ・ファーザー (カンシオーネス・デ・ミ・パードレ) - Canciones De Mi Padre (US #42)
- 1989　クライ・ライク・ア・レインストーム - Cry Like A Rainstorm, Howl Like The Wind (US #7)
- 1990　マス・カンシオーネス - Mas Canciones (US #88)
- 1992　情熱 - Frenesi (US #193)
- 1993　ウィンター・ライト - Winter Light (US #92)
- 1995　フィールズ・ライク・ホーム - Feels Like Home (US #75)
- 1996　愛の贈りもの - Dedicated To The One I Love (US #78)
- 1998　夢見る頃を過ぎても - We Ran (US #160)
- 1999　The Linda Ronstadt Box Set (4-CD Set containing Album Tracks And Some Rarities)
- 2000　ア・メリー・リトル・クリスマス - A Merry Little Christmas (US #179)
- 2002　The Very Best Of Linda Ronstadt (US #165)
- 2004　Mi Jardin Azul : Las Canciones Favoritas
- 2004　ハミン・トゥ・マイセルフ - Hummin' To Myself (US #166)
- 2006　The Best Of Linda Ronstadt : The Capitol Years

#### コラボレーション・アルバム
- 1974　OLD TRAIN (the seldom scene)
- 1976　The New Seldom Scene Album (The Seldom Scene)
- 1987　トリオ - Trio (With ドリー・パートン、エミルー・ハリス) (US #6)
- 1999　トリオ2 - Trio 2 (With ドリー・パートン、エミルー・ハリス) (US #64)
- 1999　ウェスターン・ウォール - Western Wall : The Tucson Sessions (With エミルー・ハリス) (US #73)
- 2006　新たなる旅立ち - Adieu False Heart (With アン・サヴォイ) (US #146)

### シングル
1967年
- Different Drum featuring The Stone Poneys (US POP #13)

1968年
- Up To My Neck In High Muddy Water featuring The Stone Poneys (US POP #93)

1970年
- Long Long Time (US POP #25)

1971年
- (She's A) Very Lovely Woman (US POP #70)

1972年
- Rock Me On The Water (US POP #85)

1973年
- Love Has No Pride (US POP #51)

1974年
- Silver Threads And Golden Needles (US POP #67)
- You're No Good (US POP #1)

1975年
- When Will I Be Loved (US POP #2)
- It Doesn't Matter Anymore (US POP #47)
- Heatwave (US POP #5)
- Love Is A Rose (US POP #63)
- Tracks Of My Tears (US POP #25)

1976年
- That'll Be The Day (US POP #11)
- Someone To Lay Down Beside Me (US POP #42)

1977年
- Lose Again (US POP #76)
- Blue Bayou (US POP #3)
- It's So Easy (US POP #5)

1978年
- Poor Poor Pitiful Me (US POP #31)
- Tumbling Dice (US POP #32)
- Back In The U.S.A. (US POP #16)
- Ooh Baby Baby (US POP #7)

1979年
- Just One Look (US POP #44)

1980年
- How Do I Make You (US POP #10)
- Hurt So Bad (US POP #8)
- I Can't Let Go (US POP #31)

1982年
- Get Closer (US POP #29)
- I Knew You When (US POP #37)

1983年
- Easy For You To Say (US POP #54)
- What's New and The Nelson Riddle Orchestra (US POP #53)

1984年
- I've Got a Crush On You and The Nelson Riddle Orchestra
- Sky Lark and The Nelson Riddle Orchestra (US POP #101)

1985年
- When I Fall In Love and The Nelson Riddle Orchestra

1986年
- When You Wish Upon A Star and The Nelson Riddle Orchestra
- Somewhere Out There & James Ingram (US POP #2)

1987年
- To Know Him Is To Love Him with Dolly Parton & Emmylou Harris
- Telling Me Lies with Dolly Parton & Emmylou Harris (US POP #35)
- Thoes Memories Of You with Dolly Parton & Emmylou Harris

1989年
- Don't Know Much & Aaron Neville (US POP #2)

1990年
- All My Life & Aaron Neville (US POP #11)
- When Something Is Wrong With My Baby & Aaron Neville (US POP #78)

1992年
- Frenesi
- Perfidia

1993年
- Heartbeats Accelerating (US POP #112)

1994年
- Oh No Not My Baby

1995年
- Blue Train
- Walk On
- A Dream Is A Wish Your Heart Makes (US POP #101)

1999年
- After The Goldrush with Dolly Parton & Emmylou Harris

## 日本公演
- 1979年

3月1日 神奈川県立県民ホール、2日、3日 日本武道館、5日、6日 フェスティバルホール
- 1981年　THE CALIFORNIA LIVE

9月11日 横浜スタジアム、13日 阪神甲子園球場
- 1984年

3月30日 日本武道館、3月31日 東京プリンスホテル鳳凰の間（ディナーショー、1名、50,000円）、4月1日 日本武道館（第13回東京音楽祭スペシャルゲスト）、4月3日 神奈川県立県民ホール、4月4日 NHKホール、6日 フェスティバルホール、7日 名古屋市民会館 ※公演は全てリンダ・ロンシュタット&ザ・ネルソン・リドル・オーケストラとして
- 1990年

12月 東京ドーム ジョン・レノン生誕50年記念コンサート